# Blocage DNS
Le blocage du système de noms de domaine ou Blocage DNS / filtrage DNS, est une méthode principalement employée par des gouvernements via des mises en demeure de fournisseurs d'accès à internet visant à empêcher les utilisateurs de localiser des domaines ou des sites Web sur l'Internet. Il est introduit en 1997 comme moyen de bloquer les spam par email provenant d'adresses IP malveillantes connues.
Le blocage DNS peut également être appliqué aux demandes sortantes. Au lieu de retourner l'adresse IP valide d'un site demandé (par exemple, au lieu que 198.35.26.96 soit retournée par le DNS lorsque "www.wikipedia.org" est entré dans un navigateur, si cette IP était sur une liste de blocage, le DNS pourrait répondre que le domaine est inconnu ou avec une adresse IP différente qui dirige vers un site avec une page indiquant que le domaine demandé n'est pas autorisé). Ce dernier cas où l'utilisateur est redirigé vers une autre destination serait considéré comme du DNS Spoofing, également connu sous le nom d'empoisonnement du cache DNS". Le blocage DNS peut être appliqué à des serveurs/adresses IP individuels, ou à des blocs entiers d'adresses IP pour diverses raisons.
Certains résolveurs DNS publics, comme Quad9 et CleanBrowsing, offrent des filtres dans le cadre de leur DNS. Quad9, par exemple, bloque l'accès aux domaines de phishing et malveillants connus. CleanBrowsing filtre le contenu adulte dans leur effort pour protéger les enfants en ligne. L'utilisation de DNS populaires comme ceux de Google (8.8.8.8 et 8.8.4.4) ou Cloudflare (1.1.1.1) permettent de contourner un blocage DNS.

## Législation
En plus de son impact technique, le blocage DNS a également diverses implications sociales et politiques. La liberté d'expression et le droit à un procès équitable sont des préoccupations clés concernant le blocage DNS, en particulier aux États-Unis. Le blocage DNS est proposé pour être obligatoire par le Stop Online Piracy Act (SOPA) et le PROTECT IP Act (PIPA). C'est une technique qui, en essence, brise l'architecture fondamentale de l'internet. L'objectif de son utilisation, tel qu'intentionné par SOPA et PIPA, est d'empêcher les utilisateurs d'accéder intentionnellement ou non à des sites Web et des services Web connus pour héberger du matériel protégé par des droits d'auteur sans autorisation.
En France, le gouvernement utilise le blocage DNS pour restreindre l'accès à certains sites Web. Par exemple, en 2020, environ 127 sites web sont bloqués par le gouvernement français, principalement pour lutter contre le piratage de contenus protégés par droit d'auteur, le harcèlement en ligne, le terrorisme et le contenu pédopornographique. Le blocage DNS est également la méthode utilisée pour bloquer les sites internet concernés par la loi Avia.
Selon un article du magazine Network World, "Presque universellement, les personnes responsables du développement technique et de l'exploitation de l'Internet ont déclaré que les propositions de blocage DNS briseraient des technologies Internet vitales tout en étant totalement inefficaces contre les personnes compétentes au sujet de l'atteinte au droit d'auteur et largement inefficaces contre ceux qui le font de manière occasionnelle." Ils affirment en outre que les politiciens qui soutiennent ce type de législation sont motivés par la pression des lobbyistes et des donateurs de leurs campagnes. Ces lobbyistes et donateurs sont souvent affiliés à des groupes d'intérêt particulier tels que le MPAA et le RIAA.

## Critiques
Le président de Google, Eric Schmidt, a déclaré en 2012 : "Je serais très, très prudent si j'étais un gouvernement à propos de [mettre en œuvre] des solutions simples à des problèmes complexes" en référence au blocage DNS et au projet de loi PIPA. Les experts affirment que les utilisateurs peuvent contourner le blocage DNS en utilisant des moteurs de recherche étrangers et des serveurs DNS étrangers. En fait, dans les deux mois suivant l'introduction de la législation, des plug-ins de navigateur sont publiés pour permettre aux utilisateurs de résoudre les domaines bloqués.
De nombreux experts de l'industrie ont des préoccupations concernant l'effet du blocage DNS sur la sécurité de l'Internet. Un ancien directeur de la politique du département de la sécurité intérieure lors de la Présidence de George W. Bush affirme que la modification du système de noms de domaine "ferait de grands dommages à la sécurité de l'internet."